# الکساندر بروور
الکساندر بروور (انگلیسی: Alexander Brouwer؛ زادهٔ ۳ نوامبر ۱۹۸۹) بازیکن والیبال ساحلی اهل هلند است.